# نورم- المملكة المتحدة

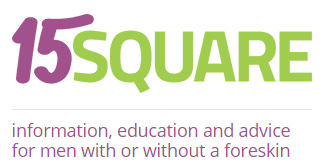

مؤسسة نورم- المملكة المتحدة - التي تعمل حاليًا تحت اسم 15مربع 15Square- هي مؤسسة خيرية إنجليزية تهتم بصحة الأعضاء التناسلية للإنسان مع التركيز بشكل خاص على القلفة (لفة الجلد القابلة للسحب التي تغطي نهاية القضيب) وتجنُب الختان في الحالات غير الضرورية.
تُوفر المؤسسة علاجات محافظة لحالات مثل النتوءات والبرينج، بالإضافة إلى الاستشارات فيما يتعلق باستعادة القلفة للذكور المختونين، كما تستضيف وتُشارك في المؤتمرات والندوات الخاصة بالصحة التناسلية وسلامتها.
تتعاون الجمعية - ولكنها ليست تابعة - مع منظمات غير ربحية أخرى، وهي أيضًا عضو في التحالف الدولي للنزاهة التناسلية.